# 劉靖 (籃球運動員)
劉靖（1994年11月17日—）是臺灣男子籃球運動員，場上主打前鋒位置。

## 生平
劉靖出身運動世家，父親是前輔仁大學籃球隊教練劉俊業，母親是前中華女籃國手覃素莉，姐姐是高爾夫球員劉嬿，弟弟劉揚同樣是籃球運動員。劉靖從國中開始喜歡打籃球，進入南山高中才開始接受正規籃球訓練，大學進入輔仁大學接受父親的指導，2021年8月在超級籃球聯賽新人選秀會獲得高雄九太科技青睞，2021年9月以自由球員身份加盟T1聯盟桃園雲豹，2021年12月從桃園雲豹離隊。